# 巴克寧格火山
巴克寧格火山是俄羅斯的火山，位於堪察加半島南部堪察加彼得罗巴甫洛夫斯克西北約100公里，海拔高度2,278米，最近一次火山噴發在公元前550年發生。